# دوناوشتاوف
دوناوشتاوف (به آلمانی: Donaustauf) یک شهر در آلمان است که در بایرن واقع شده‌است.

## خصوصیات
دوناوشتاوف ۹٫۷۲ کیلومترمربع مساحت دارد ۳۵۸ متر بالاتر از سطح دریا واقع شده‌است.